# Ulica Zamojska w Lublinie
Ulica Zamojska w Lublinie – ulica o średnim natężeniu ruchu w centrum miasta, główny szlak łączący Stare Miasto z południowymi dzielnicami.

## Historia

### Powstanie drogi
Ulicę Zamojską wytyczono w 1815 roku w ramach odbudowy miasta po zniszczeniach wojen napoleońskich. na drodze "na Piaski" wytyczono ją jako trakt zamojski – jeden z trzech głównych traktów prowadzących do Lublina obok traktu warszawskiego (obecne Al. Racławickie) oraz traktu na Lubartów, Terespol i Brześć (obecnie ul. Lubartowska). Odcinek od ul. Królewskiej do ul. Bernardyńskiej powstał w latach 1819–1826.

### XIX i XX wiek
Dawniej ta ulica miała status trasy tranzytowej, a biegła przez Most M. Lutowsławskiego do skrzyżowania ulic: Alei Zygmuntowskich, 1 Maja i Fabrycznej (wówczas ulica Fabryczna nazywała się "Armii Czerwonej"). Obecnie wylot ulicy Zamojskiej po przekroczeniu mostu opiera się o Rondo Lubelskiego Lipca 80. W końcu lat siedemdziesiątych XX wieku stary most zamknięto ze względu na jego stan techniczny, następnie przeszedł remont i został udostępniony tylko dla ruchu pieszego i rowerowego. Ruch tranzytowy skierowano nową trasą – aleją Unii Lubelskiej, a w celu połączenia nowej arterii z ulicą Zamojską – wybudowano nowy odcinek – łącznik.

### XXI wiek
Ulica nadal pozostaje jedną z głównych ulic miasta i stanowi jeden z dojazdów do Śródmieścia i Starego Miasta. Wzdłuż całej drogi (w dawnym przebiegu) znajdują się pasy dla rowerów lub ścieżki rowerowe.

### Podział ulicy
W czasach PRL ulica nosiła nazwę "Ulica Mariana Buczka" i od 1981 roku stanowiła jedną całość z ulicą Prymasa Stefana Wyszyńskiego. W 1981 z ulicy Buczka wydzielono fragment od ul. Królewskiej do ul. Bernardyńskiej, któremu nadano imię Prymasa Stefana Wyszyńskiego.

## Ważniejsze obiekty (obecne i historyczne)
- Kuria Biskupia (ul. Wyszyńskiego, dawniej: Zamojska i Buczka 2)
- Seminarium Duchowne (ul. Wyszyńskiego 6, dawniej: Zamojska 6)
- Gimnazjum Szperowej (ul. Zamojska 12) – szkoła funkcjonowało w latach 1916–1933
- Szkoła Specjalna (ul. Zamojska 12) – funkcjonowała w latach 1934–1939
- Szkoła męska im. Stanisława Jachowicza (ul. Zamojska 29) – placówka funkcjonowała w okresie międzywojennym
- Gimnazjum Biskupie (ul. Zamojska 6, przy Seminarium Duchownym) – utworzone przez ks. Mariana Fulmana istniało w latach 1925–1934
- Lubelskie Zakłady Graficzne (ul. Buczka 12) – zakłady funkcjonowały od 1936 roku, w 1951 roku zmieniły nazwę na Lubelska Drukarnia Prasowa.
- przedwojenna kawiarnia „Goplanka” (ul. Zamojska 29)

## Zabytki
- pałac biskupi (ul. Wyszyńskiego..., dawniej: Zamojska.. i Buczka 2, Podwale 217)
- zespół pomisjonarski (ul. Wyszyńskiego 6, dawniej: Zamojska 6)
- kościół OO. Misjonarzy (ul. Wyszyńskiego 4)
- most na Bystrzycy, tzw. "Stary Most"
- dawny pałac Wrońskich (ul. Wyszyńskiego 3, d. Buczka 3)
- pałac Sapiehów (ul. Prymasa Wyszyńskiego nr 4, d. Zamojska 212)

## Komunikacja miejska
Ulicą kursuje wiele linii autobusowych i trolejbusowych. Nad całą długością ulicy (w nowym przebiegu) rozwieszona jest trolejbusowa sieć trakcyjna. Ulicą kursują następujące linie komunikacji miejskiej:

### Autobusowe
- całość ulicy: 3, 5, 6, 7, 13, 17, 23 (tylko w jedną stronę), 22, 24, 25, 52, 55, N3 (linia nocna).

### Trolejbusowe
- całość ulicy: 156, 159, 160.